# Motore Mitsubishi Serie 4N1
La Serie 4N1 è una piccola famiglia di motori diesel prodotti a partire dal 2010 dalla casa automobilistica giapponese Mitsubishi Motors Corporation.

## Nascita e caratteristiche

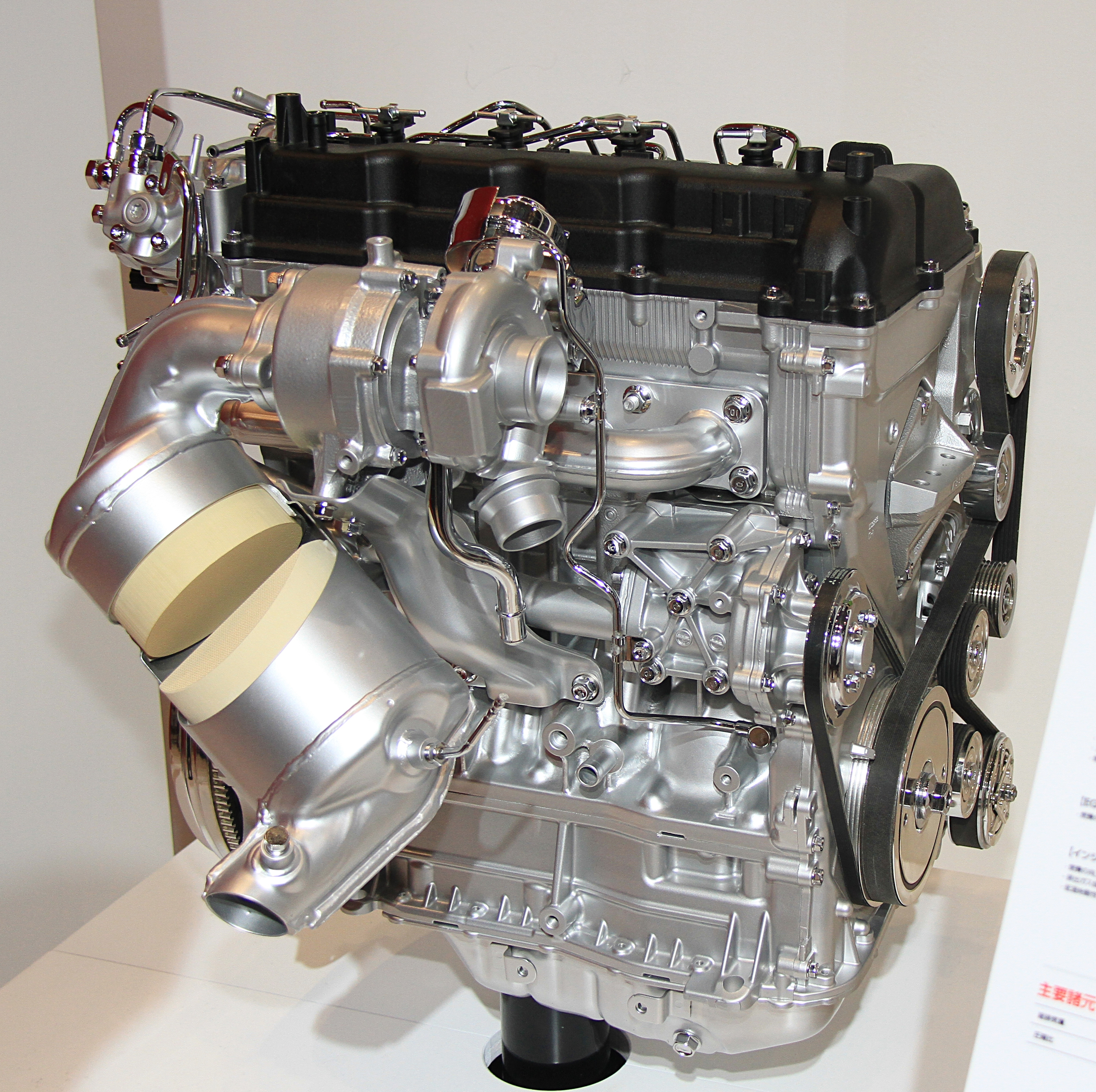
Motore Mitsubishi 4N14

Questa famiglia di motori ha origine da un accordo stretto nel giugno del 2006 tra la Mitsubishi Motors Corporation e la Mitsubishi Heavy Industries per la progettazione e la realizzazione di una nuova generazione di motori diesel dalle caratteristiche "pulite", in grado cioè di limitare consumi ed emissioni inquinanti. Tali motori dovevano essere montati su alcuni modelli riservati al mercato europeo, già da alcuni anni particolarmente attento all'ecocompatibilità nel settore dei trasporti e che di fatto avrebbe accentuato tale esigenza dopo la crisi economica del 2008.

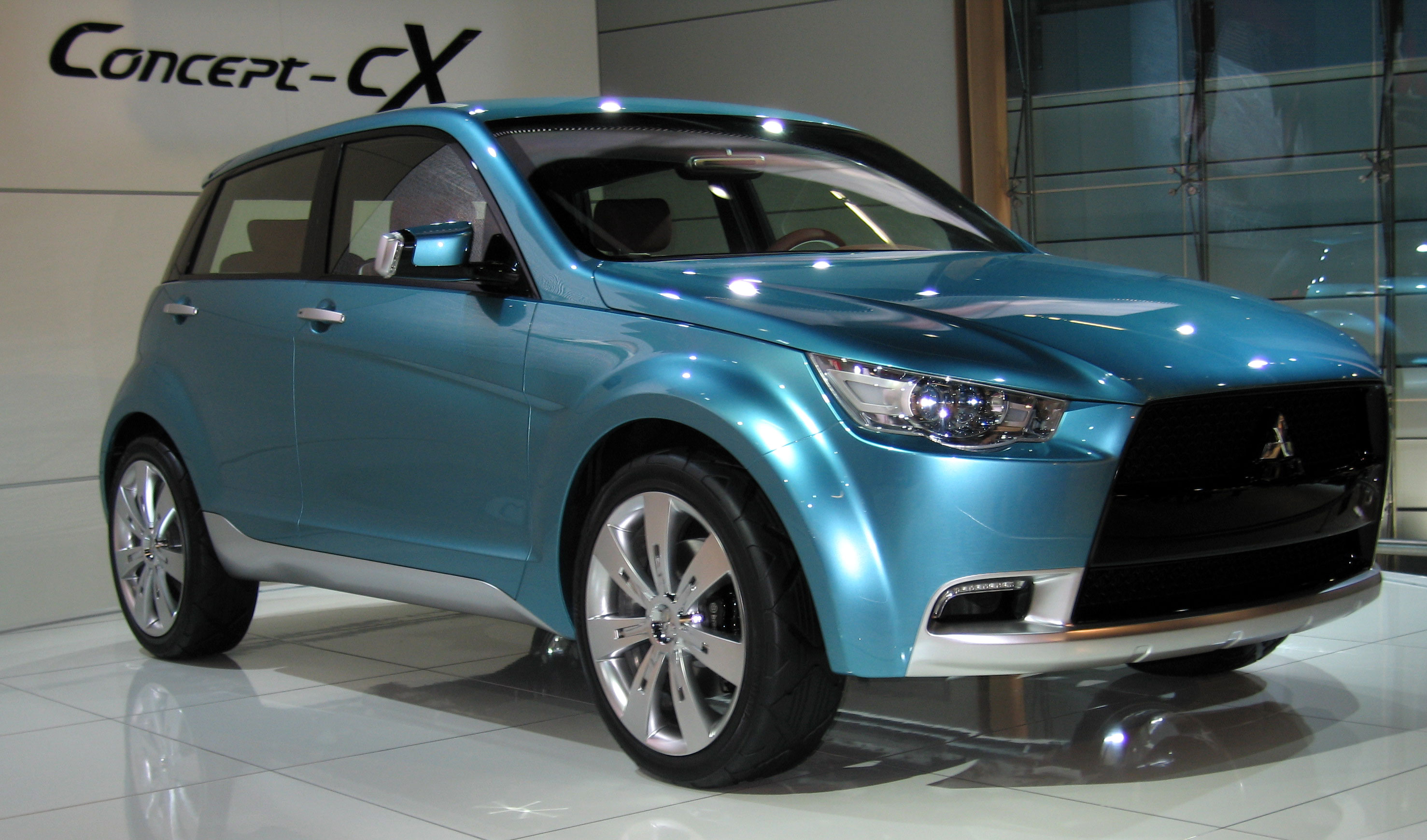
Sotto il cofano della Concept-cX del 2007 ha debuttato il primo motore 4N1

Da tale accordo sarebbe derivata una piccola famiglia composta solamente da due motori, uno da 1.8 litri e l'altro da 2.3 litri (anche se quest'ultima viene indicata quasi sempre come motore da 2.2 litri). La più piccola di queste unità è stata la prima a debuttare, nel 2007, sotto il cofano della Concept c-X, un prototipo di crossover-SUV da cui sarebbe in seguito derivata la ASX/RVR/Outlander Sport, vettura che nelle versioni destinate al mercato europeo avrebbe montato proprio quel motore, come previsto dai piani della Casa nipponica. L'unità più grande ha esordito solo poco tempo dopo, sempre su un prototipo, la Concept-ZT, cui ha fatto seguito nel 2008 la Concept-RA.
La produzione ufficiale di questi motori è stata però avviata solo nel 2010, con il lancio della ASX di cui si è già parlato poco più in alto.

### Caratteristiche dei motori 4N1
I motori della famiglia 4N1 presentano le seguenti caratteristiche in comune:
- monoblocco, basamento e testata in lega leggera;
- architettura a 4 cilindri in linea;
- distribuzione a doppio asse a camme in testa con fasatura variabile su lato aspirazione;
- testata a 4 valvole+ per cilindro;
- alimentazione ad iniezione diretta con tecnologia common rail a 2000 bar;
- sovralimentazione mediante turbocompressore a geometria variabile con intercooler;
- accensione mediante candelette di preriscaldamento in ceramica;
- rapporto di compressione: 14.9:1;
- albero a gomiti su 5 supporti di banco.

Non mancano anche alcune differenze tra i due propulsori, al di là delle dimensioni, come per esempio il fatto che l'unità da 1.8 litri utilizzi iniettori a solenoide, mentre quella da 2.3 litri sfrutti il principio degli iniettori piezoelettrici.

## Tabella applicazioni
Di seguito vengono riassunte le principali caratteristiche dei due propulsori appartenenti alla serie 4N1, e le loro relative applicazioni:
| Sigla | Alesaggio x corsa (mm) | Cilindrata (cm³) | Potenza CV/rpm | Coppia Nm/rpm  | Applicazioni                      | Anni di produzione |
| ----- | ---------------------- | ---------------- | -------------- | -------------- | --------------------------------- | ------------------ |
| 4N13  | 83x83.1                | 1798             | 150/4000       | 300/ 2000-3000 | Mitsubishi ASX 1.8 DI-D           | 2010-15            |
| 4N13  | 83x83.1                | 1798             | 150/4000       | 300/ 2000-3000 | Mitsubishi Lancer Mk8 1.8 DI-D    | 2010-15            |
| 4N13  | 83x83.1                | 1798             | 150/4000       | 300/ 2000-3000 | Citroën C4 Aircross 1.8 HDi       | 2012-15            |
| 4N13  | 83x83.1                | 1798             | 150/4000       | 300/ 2000-3000 | Peugeot 4008 1.8 HDi              | 2012-15            |
| 4N14  | 86x97.6                | 2268             | 177/3500       | 380/2000       | Mitsubishi Outlander Mk2 2.2 DI-D | 2010-12            |
| 4N14  | 86x97.6                | 2268             | 177/3500       | 380/2000       | Mitsubishi Oulander Mk3 2.2 DI-D  | dal 2012           |